# Xylotrechus adspersus
Xylotrechus adspersus es una especie de escarabajo longicornio del género Xylotrechus. Fue descrita científicamente por Gebler en 1830.
Se distribuye por China, Japón, Kazajistán, Mongolia y Rusia (Siberia). Mide 11-17 milímetros de longitud. El período de vuelo ocurre en los meses de junio y julio.